# Bruno Rossmann

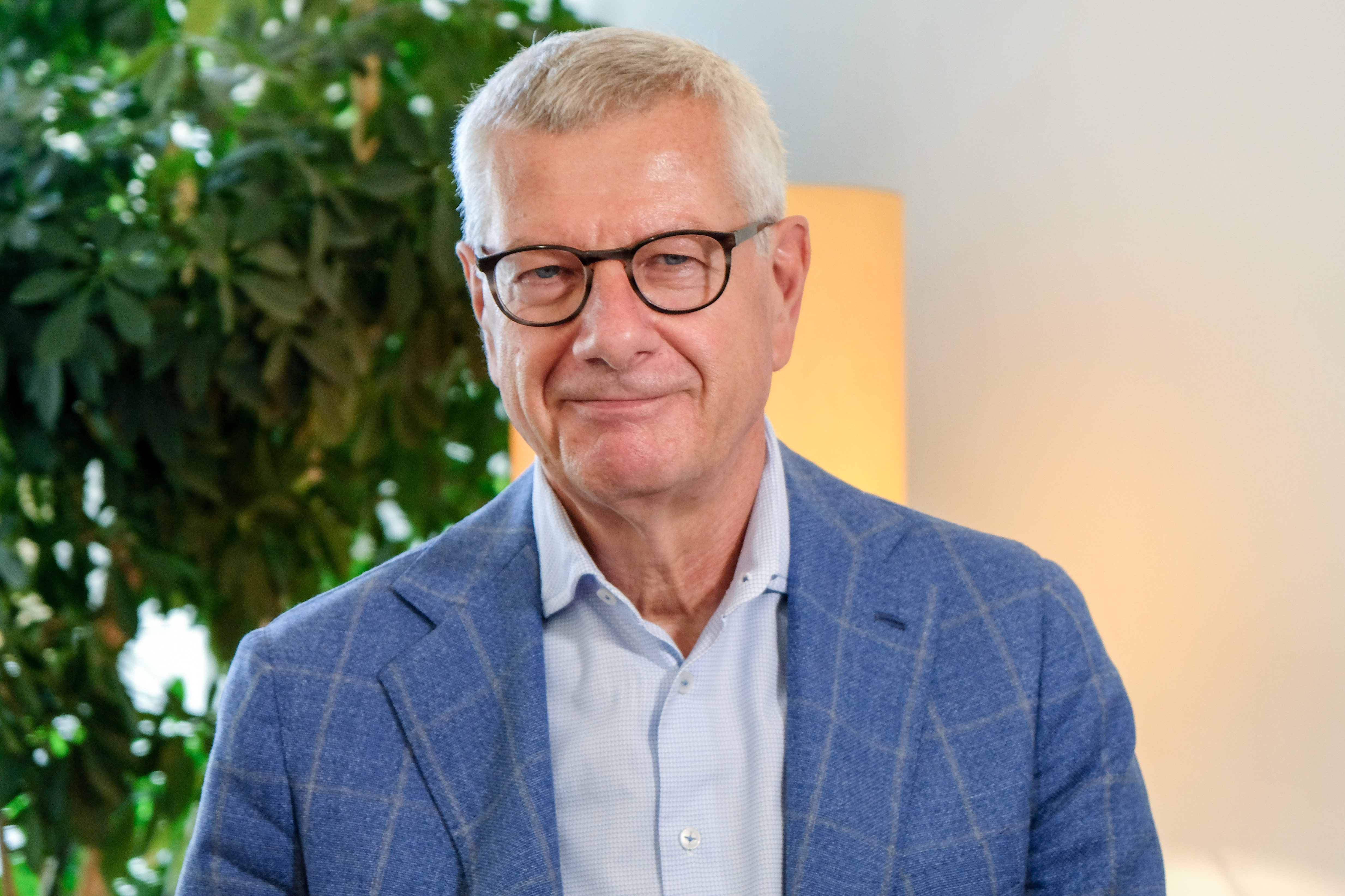
Bruno Rossmann (2017)

Bruno Rossmann (* 16. April 1952 in Villach, Kärnten) ist ein österreichischer Ökonom und Politiker (JETZT zuvor Liste Pilz bzw. Die Grünen). Er war von 2006 bis 2019 mit Unterbrechungen Abgeordneter zum österreichischen Nationalrat und ab dem 1. Juni 2018 Klubobmann von JETZT bis zum Ende der 26. Legislaturperiode am 22. Oktober 2019.

## Werdegang
Von 1958 bis 1962 besuchte Rossmann die Volksschule in Sankt Johann bei Villach und von 1962 bis 1970 das Bundesrealgymnasium in Villach. Anschließend studierte er Volkswirtschaftslehre an der Universität Wien. Von 1976 bis 1978 war er Scholar am Institut für Höhere Studien mit dem Schwerpunkt Ökonomie und hatte daran anschließend ein Fulbright-Stipendium für die State University of New York at Stony Brook.
In den Jahren 1979 bis 1981 arbeitete Rossmann in der Budgetsektion der wirtschaftspolitischen Abteilung des österreichischen Bundesministeriums für Finanzen. Von Mai 1981 bis April 2017 war er Budgetexperte in der Kammer für Arbeiter und Angestellte für Wien. Seine Arbeitsschwerpunkte waren öffentliche Haushalte, Haushaltsrecht, Steuern, Finanzausgleich und Fragen des Föderalismus. Zu diesen Arbeitsbereichen liegen zahlreiche Publikationen vor.
Von 1982 bis 2013 war er Mitglied bzw. Experte des Österreichischen Staatsschuldenausschusses bei der Österreichischen Postsparkasse bzw. der Oesterreichischen Nationalbank. Von 2014 bis 2017 war er Mitglied des Aufsichtsrats der Kärntner Energieholding und wurde im Juni 2016 Mitglied des Aufsichtsrats des Energieversorgers Kelag, dem er bis Dezember 2017 angehörte. In den Jahren 2003/04 wirkte er auf Einladung des Grünen Parlamentsklubs als Experte im Ausschuss Finanzverfassung des Österreich-Konvents mit. Von 1994 bis 1998 hatte er die Funktion des Vorsitzenden des Betriebsrats der Kammer für Arbeiter und Angestellte für Wien inne.
Rossmann wohnt in Wien, ist verheiratet und Vater zweier Söhne.

### Politisches Wirken
Von Oktober 2006 bis Oktober 2008 war Rossmann für die Grünen zum ersten Mal im österreichischen Nationalrat. In dieser Zeit war er Budget- und Finanzsprecher des Grünen Parlamentsklubs und Mitglied des Bankenuntersuchungsausschusses. Er wirkte maßgeblich an der Entstehung des neuen Haushaltsrechts des Bundes mit und analysierte laufend die Haushalte des Bundes. Bei den Nationalratswahlen 2008 kandidierte Rossmann erneut für die Grünen, verfehlte jedoch ein Mandat, blieb aber für die Grünen in Budget- und Steuerfragen beratend tätig. Am 6. Juli 2012 zog er zum zweiten Mal in den Nationalrat ein, nachdem das Mandat von Alexander Van der Bellen frei geworden war, der in den Wiener Gemeinderat wechselte. Er übernahm von Alexander Van der Bellen die Rolle des Sprechers für europäische und internationale Entwicklungen. Ab 2014 war Rossmann Budgetsprecher des Grünen Parlamentsklubs mit den Arbeitsschwerpunkten Budget, Makroökonomie und Steuer- und Verteilungsgerechtigkeit. Rossmann war wesentlich am Zustandekommen des „Bankenpakets“ beteiligt, mit dem durch die Lockerung des Bankengeheimnisses wichtige Schritte für die Steuerbetrugsbekämpfung gesetzt wurden.
Am 25. Juni 2017 verlor Rossmann am Bundeskongress der Grünen die Abstimmungen um die Plätze sechs und acht zur Bundesliste für die Nationalratswahl 2017.
Am 28. Juli 2017 gab Rossmann bekannt, bei den Nationalratswahlen im Oktober 2017 für die Liste Pilz (nunmehr JETZT) zu kandidieren. Bei der Nationalratswahl in Österreich 2017 erreichte die Liste Pilz den Einzug in den österreichischen Nationalrat. Rossmann war seit 9. November 2017 Abgeordneter zum Nationalrat, als Bereichssprecher zuständig für Budget, Finanzen und Umwelt. Im Fokus seiner Tätigkeiten stehen Fragen der Verteilungs- und Steuergerechtigkeit sowie der Klimaschutz. Am 1. Juni 2018 übernahm er gemeinsam mit Wolfgang Zinggl als geschäftsführendem Klubobmann das Amt des Klubobmannes bei JETZT. Nach der Nationalratswahl 2019 schied er am 22. Oktober 2019 aus dem Nationalrat aus.

## Publikationen
- mit K. Kratena: Investitionsbedarf in der Abfallwirtschaft. in: Wirtschaft und Gesellschaft 1989, Band 15 Nr. 2, S. 193–220. online
- Mit O. Farny, K. Kratena: Der Finanzausgleich in Österreich – Ökonomische Analyse und Reformideen. In: Materialien zu Wirtschaft und Gesellschaft Nr. 42, Kammer für Arbeiter und Angestellte für Wien, Wien 1990. online
- Die Haushaltsentwicklung der Stadt Wien 1980–1989. Eine Strukturanalyse. In: Wirtschaft und Gesellschaft 1991, Band 17 Nr. 2, S. 157–198. PDF
- Zur Zusammensetzung und Dauerhaftigkeit der Budgetkonsolidierung der EU-Staaten im Übergang zur Währungsunion. In: Wirtschaft und Gesellschaft 1999, Band 25 Nr. 1, S. 9–40. PDF
- mit P. Netuschill: Die Reform der öffentlichen Verwaltung in den Jahren 2000 bis 2002 – Versuch einer Evaluierung. In: Materialien zu Wirtschaft und Gesellschaft Nr. 83, hrsg. von der Kammer für Arbeiter und Angestellte für Wien 2003. online
- mit I. Mozart: Ein neues fiskalisches Regime in Europa. in: Vranitzky, F./Weinzierl R. (Hrsg.), Europa braucht wieder Politik. Wien 2005. PDF
- Die neue europäische Steuerungsarchitektur – „More of the same“ statt Paradigmenwechsel. In: Wirtschaft und Gesellschaft, 37. Jg. 2 (2011) S. 233–268. PDF
- mit C. Schlager: Budgetpolitik in Österreich vor und nach der Finanz- und Wirtschaftskrise. In: Wirtschaft und Gesellschaft, Jg. 38 2 (2012) S. 248–272. PDF
- mit P. Biwald: Gemeindefinanzen im Korsett der europäischen Steuerungsarchitektur. In: Wirtschaft und Gesellschaft 2012, Jg. 38 Nr. 3, S. 505–548. PDF